# Конституция Афганистана
Конституция Афганистана (пушту د افغانستان اساسي قانون‎) была принята 4 января 2004 года Верховной Ассамблеей (Лойя Джирга). Имела высшую юридическую силу, прямое действие и верховенство на всей территории Афганистана. Нынешняя Конституция состоит из 160 статей, и была официально подписана президентом Хамидом Карзаем 26 января 2004 года.

## История
Ранее действовали конституции 1923, 1964, 1977, 1987 гг. В период первого правления талибов было объявлено о разработке новой Конституции Афганистана, основанной на положениях Корана и Сунны и нормах ханифитского толка мусульманского права, однако этот акт так и не появился.

## Конституция 2021 года
После августа 2021 движением «Талибан» была подготовлена новая конституция восстановленного Исламского Эмирата Афганистана, состоящая из трёх глав и двух статей.